# Викентий Скопски
Викентий (на сръбски: Вићентије или Vićentije) е сръбски духовник владика на Скопската епархия от 1905 до убийството му в 1915 година.

## Биография
Роден е на 30 януари 1853 година в кралевското село Ушче, Сърбия със светското име Василие Кърджич (Василије Крџић или Vasilije Krdžić). Завършва основно училище в манастира Студеница, след което завършва семинария в Белград. На 16 септември 1873 година се замонашва в Студеница и на 16 декември 1873 година е ръкоположен за дякон от ужичкия епископ Викентий Красоевич. Две години е дякон при Викентий, докато на 8 септември 1875 година е ръкоположен за свещеник и 10 години до 1885 година е монах в Студеница. През 1884 година получава офикията архимандрит. До 1890 година е старейшина на манастира „Света Троица и Сретение“. В 1887 година жичкият епископ Никанор Ружичич година го прави игумен, а в 1894 година епископ Сава Барач го произвежда в архимандрит. В 1900 година заминава за Хилендар като съборен старец.
На 15 октомври 1905 година в патриаршеската катедрала „Свети Георги“ в Цариград е ръкоположен за скопски митрополит. Ръкополагането е извършено от митрополит Атанасий Кизически в съслужение с митрополитите Герасим Писидийски и Константин Ганоски и Хорски. Наследява като скопски митрополит Севастиан Скопски, който така и не пристига в Скопие поради смъртта си в 1905 година. В Скопие активно подкрепя сръбската просветна и църковна пропаганда. Също така играе важна роля в координацията на сръбските чети, воюващи с българските на ВМОРО. В 1907 година сръбските четнически дейци се разделят на два лагера - консулски и митрополитски, като Викентий се опитва изцяло да овладее контрола над революционната организация и просветното дело, но в края на годината консулското течение надделява и няколко верни на Викентий учители са преместени, а на връзките на Викентий с другия бунтовен владика Никифор Перич в Призрен се пречи.
След намесата на България в Първата световна война и последвалия разгром на сръбската армия, Викентий бяга в Призрен, където е арестуван и изпратен за България. Но по пътя от Феризово за Гниляне в края на 1915 година е обран и убит заедно с дякона си Цветко. Тялото му не е намерено, но се смята, че е изгорено. Епархията до 1918 година се управлява от прогонения в 1913 година екзархийски митрополит Неофит Скопски.
В 2017 година Сръбската православна църква го обявява за светец, свещеномъченик.